# 마시밀리아노 브루노

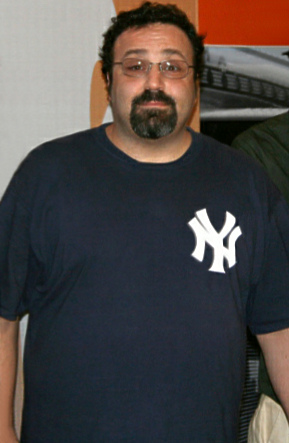

마시밀리아노 브루노(Massimiliano Bruno, 1970년 6월 4일 ~ )는 이탈리아의 배우, 각본가, 영화 감독, 텔레비전 배우이다.
로마에서 태어났다.

## 영화
- 이그노런스 이즈 블리스 (2017년)
- 더 라스트 윌 비 더 라스트 (2015년)
- 해필리 믹스드 업 (2014년)
- 노 플레이스 라이크 홈 (2013년)
- 에스코트 인 러브 (2011년)
- 남자대여자: 섹스가 문제다 (2010년)
- 애프터 러브 (2009년)
- 시험 전날 밤 (2006년)